# Dawood Ali
Dawood Ali (Arabic:داوود علي) (sinh ngày 29 tháng 12 năm 1983) là một cầu thủ bóng đá người Các Tiểu vương quốc Ả Rập Thống nhất. Hiện tại anh thi đấu cho Dibba Al-Fujairah.

## Sự nghiệp quốc tế

### Bàn thắng quốc tế
Tỉ số và kết quả liệt kê bàn thắng của Các Tiểu vương quốc Ả Rập Thống nhất trước.
| #  | Ngày                 | Địa điểm                                                                         | Đối thủ    | Tỉ số | Kết quả | Giải đấu                                     |
| -- | -------------------- | -------------------------------------------------------------------------------- | ---------- | ----- | ------- | -------------------------------------------- |
| 1. | 12 tháng 11 năm 2015 | Sân vận động Mohammed Bin Zayed, Abu Dhabi, Các Tiểu vương quốc Ả Rập Thống nhất | Đông Timor | 5–0   | 8–0     | Vòng loại giải vô địch bóng đá thế giới 2018 |